# Delfo (cantante)
Delfo, pseudonimo di Delfo Galli (Seveso, 18 febbraio 1947 – Saronno, 12 marzo 2008), è stato un cantante italiano.

## Biografia
Figlio d'arte (il padre era un apprezzato tenore), inizia nel 1962 cantando nei locali della sua città, finché non viene notato e messo sotto contratto dall'Équipe.
Debutta nel 1966 con il brano Non credere a lui (scritta da Daniele Pace per il testo e da Alceo Guatelli per la musica), che riscuote un discreto successo, ma la sua canzone più nota è Un paese matto, partecipante a Un disco per l'estate 1968, musicalmente con influssi ska e con un testo umoristico che ricorda lo stile di quelli di Antoine; con il retro, Se esisti, partecipa a Settevoci, il noto programma condotto da Pippo Baudo, vincendo alcune puntate.
Partecipa anche alla Mostra internazionale di musica leggera di Venezia, alla Caravella dei successi di Bari, al Cantagiro ed al Festival di Pesaro.
Nel 1969 incide una cover di Anthem dei Deep Purple (contenuta nell'album The Book of Taliesyn), intitolata Il vento della notte.
Dal 1965 al 1970 ha inciso otto 45 giri, continuando sempre l'attività di orchestra in sala da ballo; è stato nel giro delle sale da ballo che ha conosciuto l'amico Claudio Lippi con il quale ha stretto uno splendido rapporto di amicizia ma soprattutto quello di collaborazione con l'edizioni Abramo Allione di Milano.
Nel 1972 collabora con Nilla Pizzi per la realizzazione dell'album Con tanta nostalgia; poco tempo dopo si ritira dal mondo dello spettacolo come artista, dedicandosi per anni alla musica da dancing con varie band a suo nome.
Molti musicisti dell'area lombarda hanno collaborato con lui fino a poco prima della sua morte prematura, avvenuta nel mese di marzo 2008 a seguito di un improvviso malore. Aveva due figli.

## Discografia parziale

### 45 giri
- 1966: Non credere a lui/Era come te (Équipe, EQ 0101)
- 1967: Dietro la porta della nostra casa/Nelle tue mani (Équipe, EQ 0105)
- 1968: Un paese matto/Se esisti (Équipe, EQ 0117)
- 1969: Sei fuggita da una favola/Anche così (Équipe, EQ 0123
- 1969: Si trova sempre un treno che parte e va/Dedicata a Rita (Équipe, EQ 0124
- 1969: Il vento della notte/Ma che ragazza (Équipe, EQ 0125
- 1971: Se mi lascerai/Un mare di case (Équipe)